# Szyk bojowy

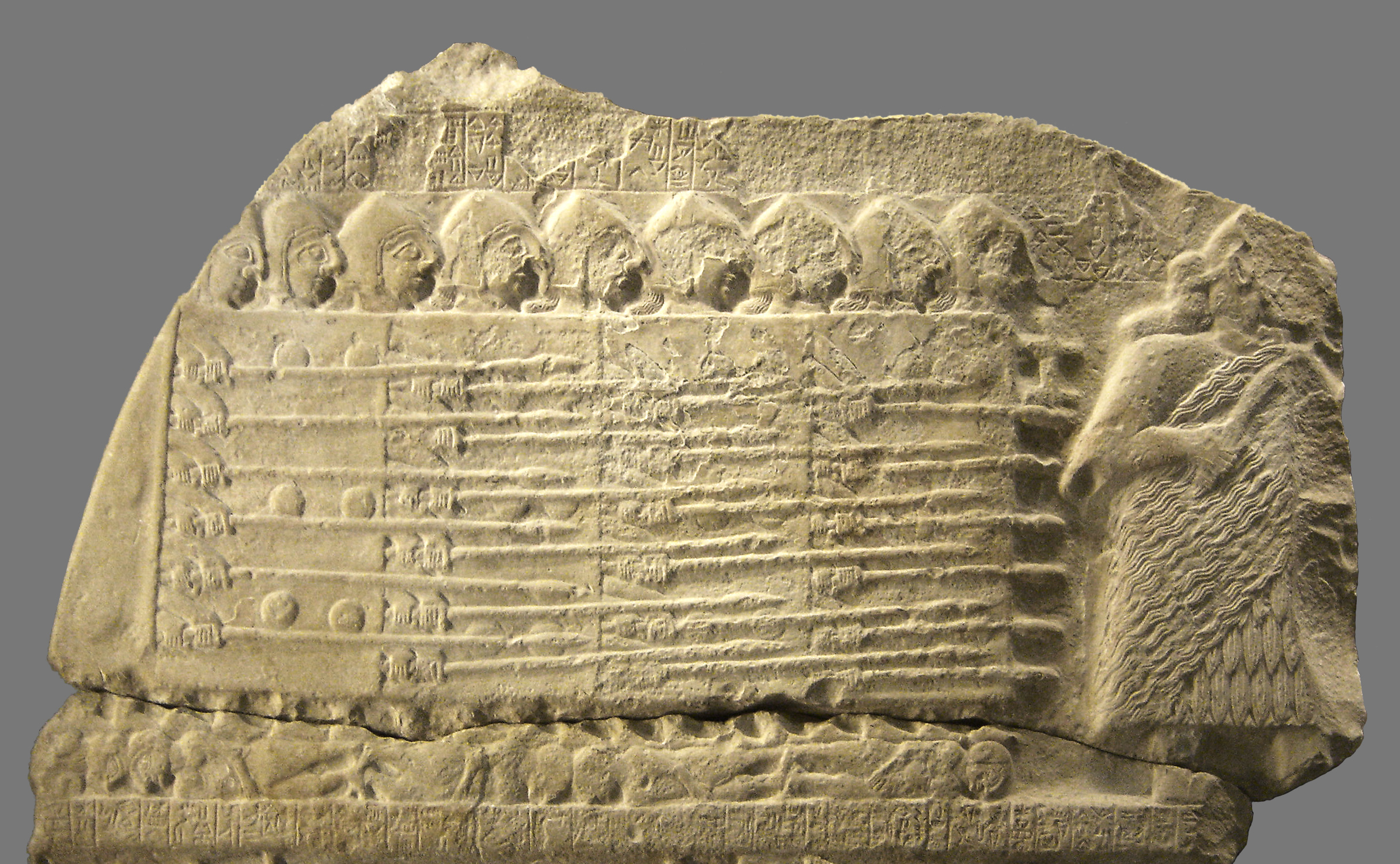
Sumeryjscy żołnierze formujący falangę, fragment Steli sępów

Szyk (niem. Schick) – celowy porządek ustawienia żołnierzy, ewentualnie oddziałów wojskowych.
Szyk to rozmieszczenie żołnierzy, pododdziałów, wozów bojowych, okrętów, samolotów dla wykonywania wspólnych czynności.

Szyk bojowy stosowany jest w walce. Może to być tyraliera, kątem w przód (w tył), występem w prawo lub w lewo. W linii bojowej czołgi, bwp i  i transportery opancerzone działają obok siebie na jednej wysokości w odstępach 50–100 m. W tyralierze żołnierze działają pieszo w odstępach 8–10 m. Szyk bojowy powinien  zapewniać możliwie jak najlepsze warunki dla skutecznego użycia broni w walce zespołowej oraz możność uniknięcia nadmiernych strat, wykorzystania właściwości terenowych, zachowania zdolności do szybkiego ruchu i zmiany frontu oraz kierunku działania.

## Rodzaje szyków

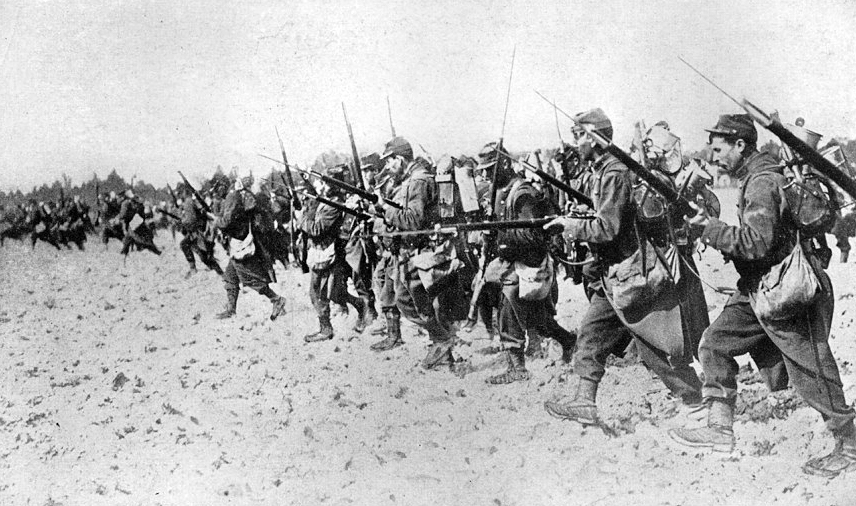
Tyraliera

- Szyki bojowe/wojskowe:
  - Klin
  - Falanga
  - Tyraliera
  - Testudo – żółw
  - Acies triplex – szyk potrójny
  - Szyk wozowy taborytów
  - Szwajcarski szyk bojowy
  - Niderlandzki szyk bojowy
  - Hiszpański szyk bojowy
  - Węgierski szyk bojowy
  - Szyk okrętów
    - Szyk liniowy
    - Szyk torowy